# Theodor Reichmann

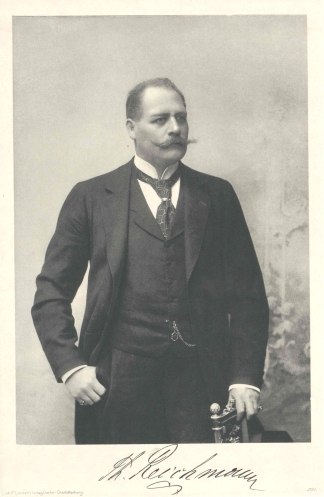
Theodor Reichmann

Theodor Reichmann (* 15. März 1849 in Rostock; † 22. Mai 1903 in Marbach) war ein deutscher Opernsänger (Bariton).

## Leben
Der Sohn des Advokaten Albert Reichmann begann auf Wunsch der Eltern eine kaufmännische Lehre in Berlin, widmete sich jedoch bald ausschließlich seiner musikalischen Ausbildung. Er nahm Gesangsunterricht bei Johann Elßler, Eduard Mantius und Johann Reß. 1869 debütierte Reichmann am Magdeburger Stadttheater als Ottokar in Webers Freischütz. Danach hatte er Engagements in Rotterdam, Köln und Straßburg. Von 1872 bis 1875 war er am Hamburger Stadttheater, dann bis 1883 am Hoftheater München.
1881 hatte Reichmann sein Debüt an der Wiener Hofoper, deren Ensemble er von 1883 bis 1889 und von 1893 bis 1903 angehörte. Von 1889 bis 1891 war er an der Berliner Krolloper bzw. an der Metropolitan Opera in New York City engagiert. Von 1882 bis 1902 hatte er regelmäßige Auftritte bei den Bayreuther Festspielen. Bei der Uraufführung des Parsifal 1882 sang er den Amfortas.
1888 wurde Reichmann zum Kammersänger ernannt. Er wurde u. a. mit dem Franz-Joseph-Orden ausgezeichnet. In Wien ist die Reichmanngasse nach ihm benannt.

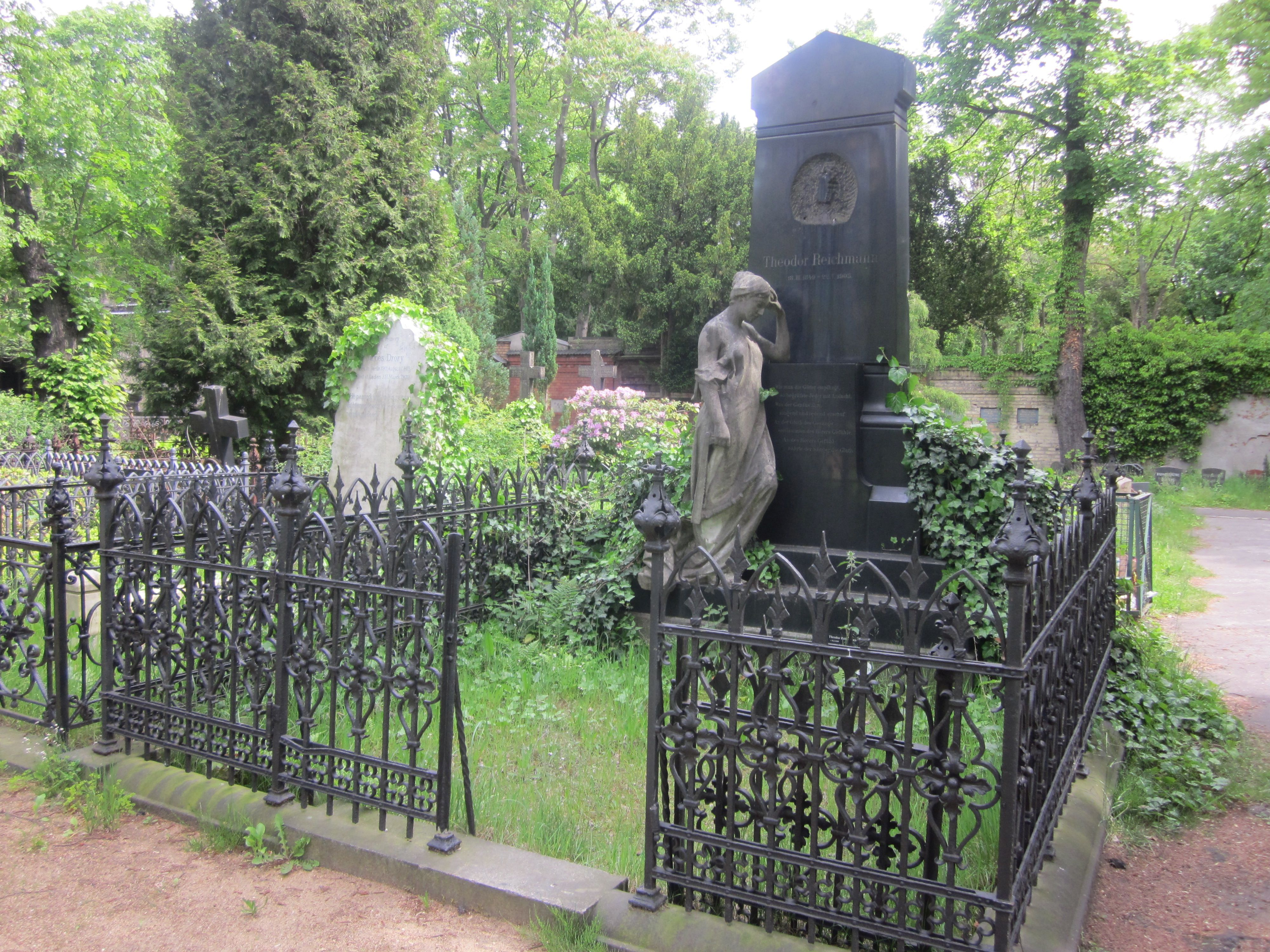
Grab von Theodor Reichmann in Berlin-Kreuzberg

Schon seit längerem herzleidend, starb Theodor Reichmann am 22. Mai 1903 – dem 90. Geburtstag Richard Wagners – im Sanatorium Marbach am Bodensee nach einem Schlaganfall. Beigesetzt wurde er in Berlin auf dem Friedhof III der Jerusalems- und Neuen Kirche vor dem Halleschen Tor. In der erhaltenen Gittergrabanlage steht ein mehrstufiges Grabdenkmal aus schwarzem Granit, an das sich die Marmorskulptur einer Trauernden anlehnt, geschaffen um 1904 in der Steinmetzwerkstatt Wilhelm Sipperling. Ein Medaillon mit dem Porträt des Toten ist verloren gegangen.

## Repertoire (Auswahl)
- Wilhelm Tell – Guillaume Tell
- Lord Ruthwen – Der Vampyr
- Hans Heiling – Hans Heiling

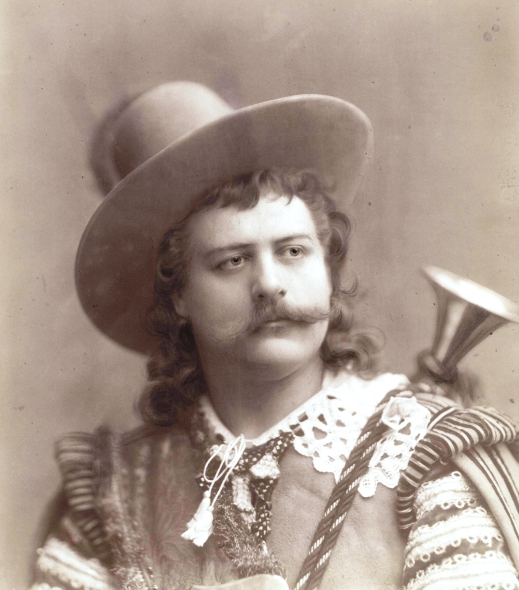
Reichmann als Trompeter von Säckingen

- Der Holländer – Der fliegende Holländer
- Wolfram – Tannhäuser
- Hans Sachs – Die Meistersinger von Nürnberg
- Wotan – Der Ring des Nibelungen
- Graf Luna – Der Troubadour
- Hamlet – Hamlet
- Werner Kirchhofer – Der Trompeter von Säckingen (von Victor Ernst Nessler)